# Robert Frederick Blum
Pour les articles homonymes, voir Blum.
Robert Frederick Blum, né le 9 juillet 1857 à Cincinnati dans l'Ohio et mort le 8 juin 1903 à New York, est un peintre, lithographe et illustrateur américain.

## Biographie
Fils d'un fabricant de cigares d'origine allemande, il partage très tôt le même enthousiasme pour l'art que ses amis d'enfance John Henry Twachtman et William Jacob Baer (en), futurs peintres eux aussi. Élève apathique, il quitte l'école en 1873 pour travailler comme apprenti dans une firme de lithographies (Gibson & Co). Dans le même temps, il suit les cours du soir de la McMicken School of Design, aujourd'hui l'Académie d'art de Cincinnati, et à l'automne 1874, ceux de la classe de dessin de Frank Duveneck. Il se passionne alors pour le peintre catalan Marià Fortuny et le peintre italien Giovanni Boldini, dont les œuvres aux coups de pinceau rapides, aux couleurs intenses, vont plus tard l'inspirer. Il reçoit ensuite, avec son ami Kenyon Cox, l'enseignement du peintre Christian Schussele (en).
En 1879, il s'établit à New York donnant sa première illustration pour le Scribner's Magazine. L'année suivante, en compagnie d'Alexander Wilson Drake (en), il rejoint son ami William Merritt Chase à Venise où il séjourne deux ans. Il y rencontre James Abbott McNeill Whistler qui lui enseigne les principes de l'Art japonais et l'encourage à utiliser les pastels. Il réalise ainsi de nombreux dessins et aquarelles. Après 1880, il fait plusieurs voyages en Europe, notamment en Espagne (en 1882) et aux Pays-Bas (en 1884). Sa première toile importante Dentellières vénitiennes (1887), peinte à Burano, obtient la médaille de bronze à l'Exposition universelle de Paris de 1889.
À partir de 1890, il visite le Japon (il est un des premiers artistes américains à le faire) afin d'illustrer le recueil d'articles Japonica du poète anglais Edwin Arnold. En 1893, l'exposition de son tableau intitulé The Ameya à l'Académie américaine de design lui vaut d'en être élu membre. De 1893 à 1898, il réalise deux peintures murales (dont Music and the Dance), commandes de son mécène Alfred Corning Clark (en), héritier de l'entreprise Singer, pour la résidence du Mendelssohn Glee Club (en) à New York. Son état de santé déclinant, il consacre les dernières années de sa vie à enseigner à l'Art Students League.

## Œuvres

### Musées détenant ses œuvres
Les œuvres de Blum font partie des collections permanentes de plus d'une dizaine de musées aux États-Unis :
- Crystal Bridges Museum of American Art, Bentonville
- Birmingham Museum of Art, Birmingham
- Cincinnati Art Museum, Cincinnati
- Académie américaine de design, New York
- Cooper–Hewitt, Smithsonian Design Museum, New York
- Metropolitan Museum of Art, New York
- Brooklyn Museum, New York
- Pennsylvania Academy of the Fine Arts, Philadelphie
- Musée d'art de l'université de Princeton
- North Carolina Museum of Art, Raleigh
- Virginia Museum of Fine Arts, Richmond
- Musée des beaux-arts de San Francisco
- Smithsonian American Art Museum, Washington

### Galerie

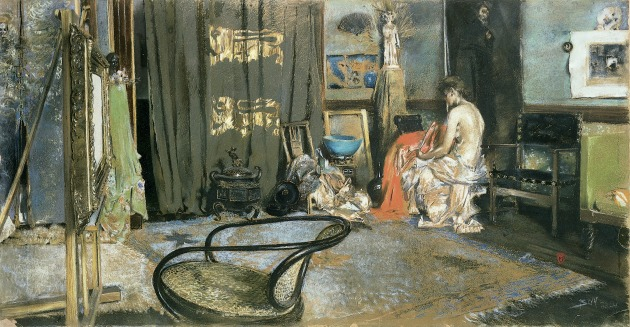
Studio de Robert F. Blum (1883-84)
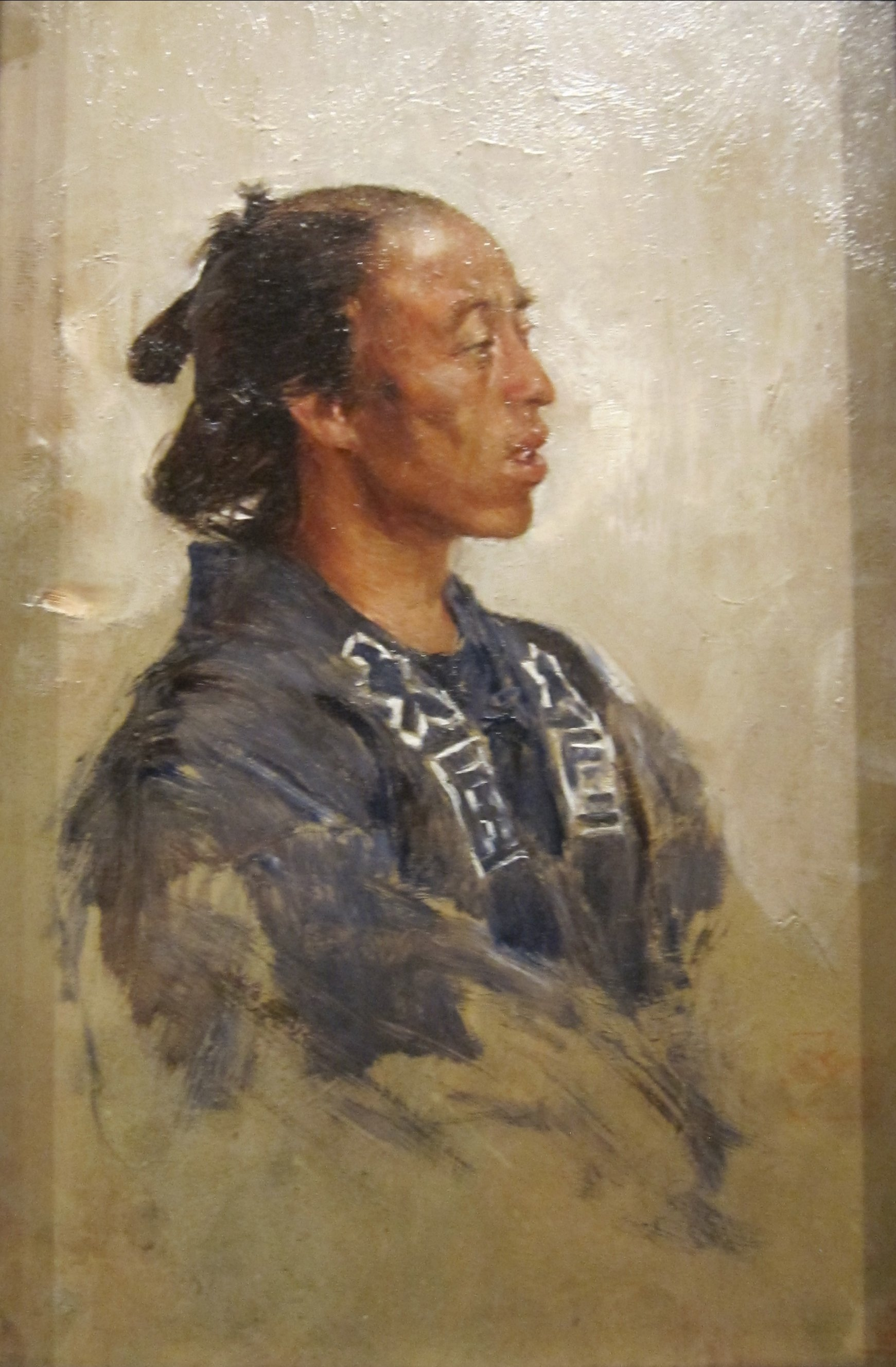
Gun-hammer Queue (1890-92)
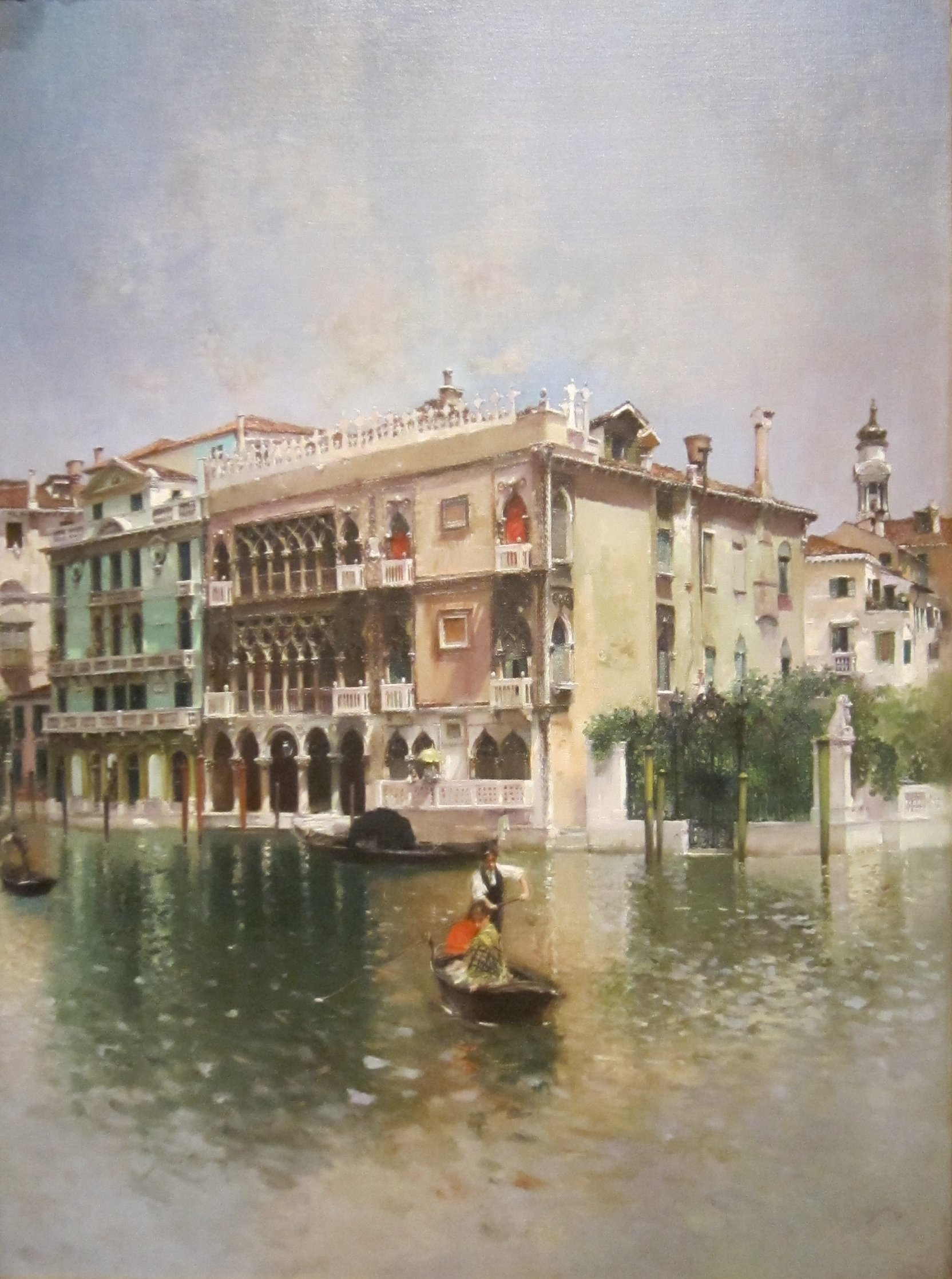
Venise, le Grand Canal (1890)
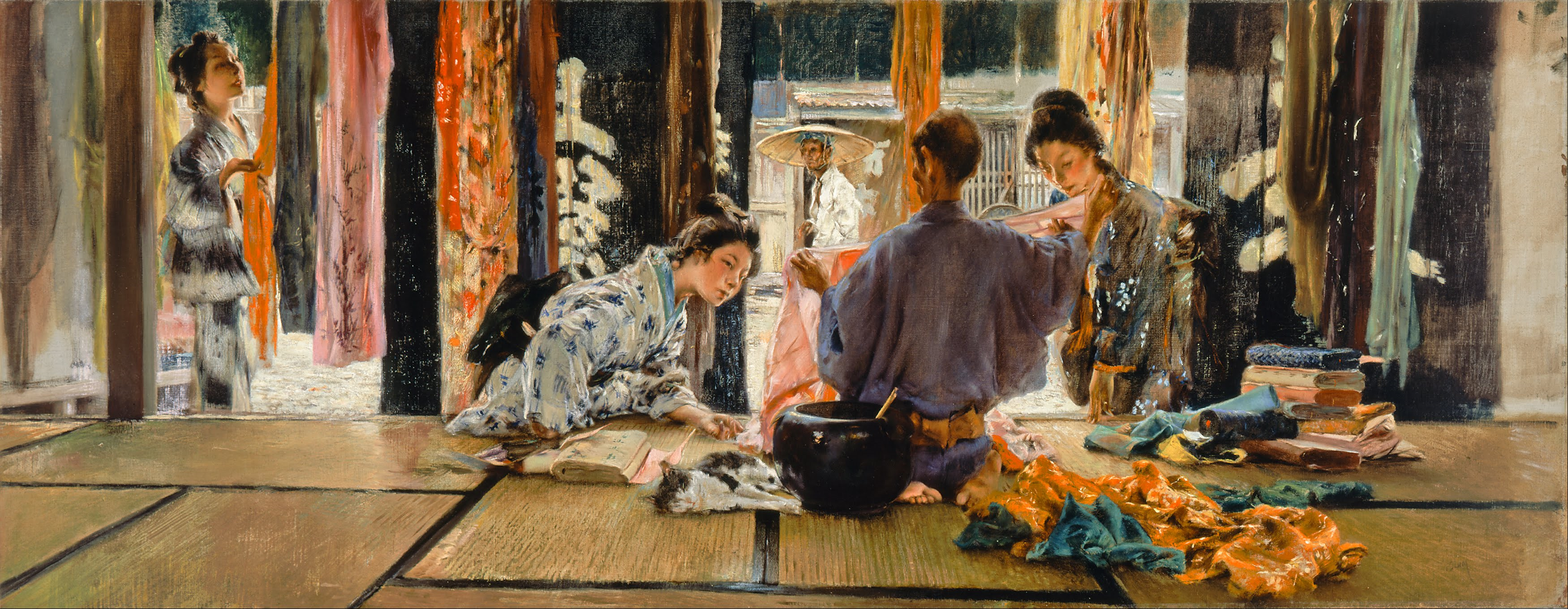
Le Marchand de soie (1892)
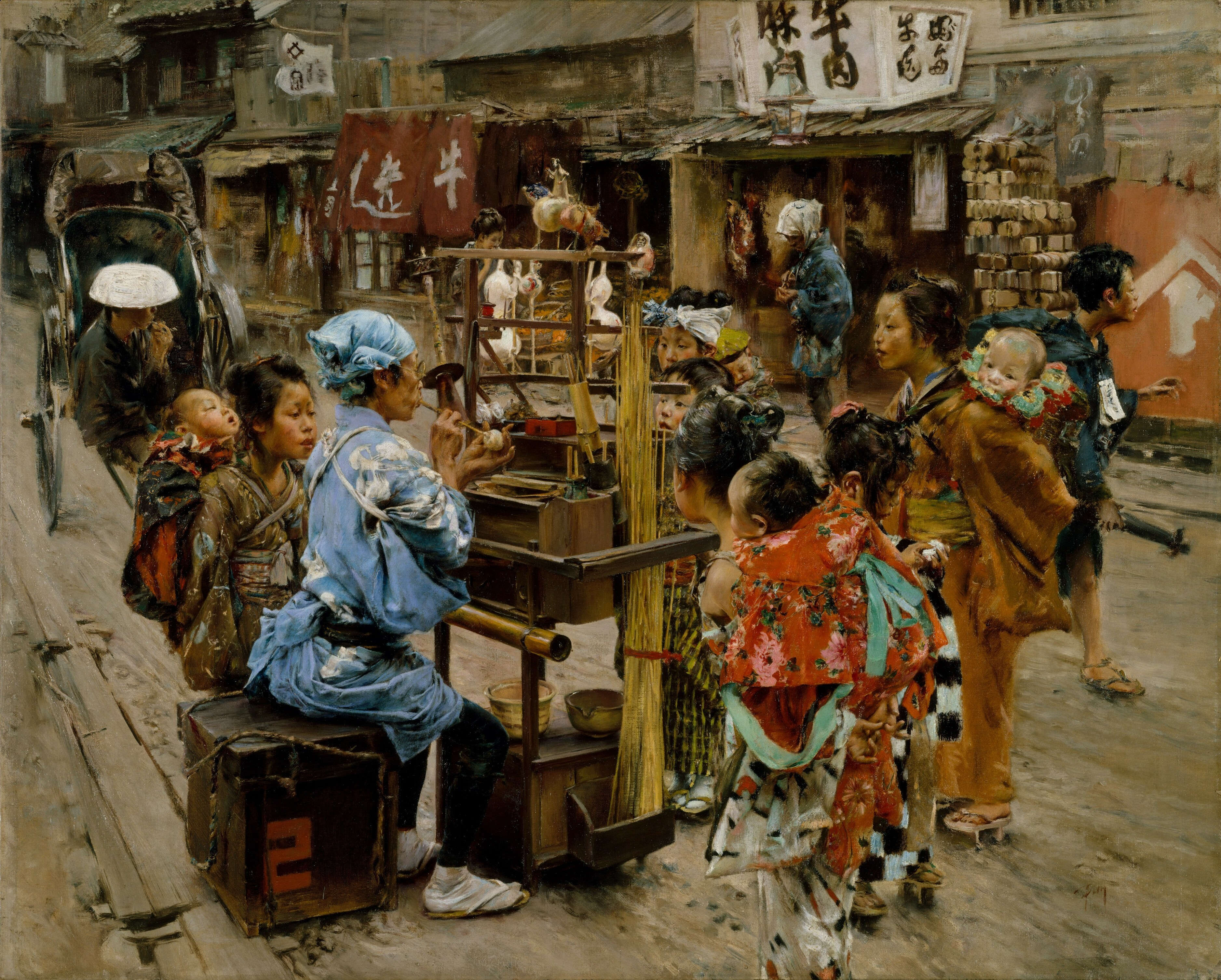
The Ameya (1893)